# Солохи
Солохи — село в Белгородского района Белгородской области России. Входит в состав Бессоновского сельского поселения.

## История
Селение основано в пойме речки Гостянки — переселенцы из слободы Борисовки: кузнецы, бондари, столяры, гончары, сапожники, иконописцы.
Десятая ревизия в 1858 году переписала в хуторе Солохин и еще 10 хуторах (Хвостов, Гостянка, Верзунка, Цыганов и др.), составивших «Солохинское общество», «2006 душ мужск. пола».
По документам «местного исследования, произведенного в августе и сентябре 1884 года»: в Грайворонском уезде — большая Солохинская волость, состоявшая из деревни Орловка и 18 хуторов, в числе которых и хутор Солохин.
С июля 1928 года село Солохи в Борисовском районе — центр Солохинского сельсовета.
В 1930 году началась коллективизация. Были организованы колхозы «Парижская Коммуна», «Потребкооперация», «Пролетарий», «Новая заря», «РККА».
В годы Великой Отечественной войны село было оккупировано. 5 августа 1943 года Солохи были освобождены от немецких оккупантов.
В 1953 году местные мелкие колхозы объединились в одно крупное хозяйство «Победа». В 1961 году село было электрифицировано.
В конце 1950-х годов Солохинский сельсовет был самым большим в Борисовском районе: центральное село и 18 хуторов: Богуны, Бондари, Бражки, Верзунки, Головки, Ереминки, Ключники, Кулешовка, Науменки, Оноприенки, Погребняки, Подцубный, Постольники, Сафоны, Становое, Хвостовка, Цыганки и Шапоры.
В августе 1966 года колхоз «Победа» Борисовского района был соединён с колхозом им. Фрунзе Белгородского района во главе с председателем Гориным В. Я.
В 1970-е годы Солохинский сельсовет входил уже в Белгородский район. Позже Солохи вошли в состав Бессоновского сельсовета.
К 5 августа 1988 года был открыт новый памятник погибшим воинам в центре села.
В 1990 году в Солохи появилось новое двухэтажное здание средней школы на 360 мест. В 1998 году в селе — 540 жителей, производственный участок колхоза им. Фрунзе, крупный молочный комплекс, тракторная бригада, мастерская.
12 мая 2022 года, село подверглось обстрелу со стороны ВСУ.

## Население
На 1 января 1932 г. в Солохах насчитывалось 537 жителей. На 17 января 1979 г. — 601 житель, на 12 января 1989 г. — 518, на 1 января 1994 г. — 704 жителя.
| 2002 | 2010 |
| ---- | ---- |
| 586  | ↗638 |

## Известные уроженцы
- Ключник, Иван Фёдорович (1923—1996) — участник Великой Отечественной войны, стрелок-разведчик 722-го стрелкового полка (206-я стрелковая дивизия, 47-я армия, Воронежский фронт). Герой Советского Союза (1944).
- Кононенко, Иван Андреевич (1880—1938) — регент, мученик, местночтимый святой Украинской Православной Церкви.
- Поддубный, Алексей Павлович (1907—1986) — начальник артиллерии 569-го стрелкового полка (161-я стрелковая дивизия, 40-я армия, Воронежский фронт), подполковник, Герой Советского Союза.